# 仙台市立南吉成小学校
仙台市立南吉成小学校（せんだいしりつみなみよしなりしょうがっこう）は宮城県仙台市青葉区にある公立小学校である。2021年の児童数は538人、20学級、教職員35人。

## 学区
- 吉成2・3丁目、南吉成、中山吉成、中山台、国見ケ丘5丁目の一部、芋沢の一部[2]

## 沿革
- 1991年（平成3年）
  - 3月 - 校歌完成、校舎・屋内運動場竣工。
  - 4月 - 吉成小学校より分離・開校、開校記念式、第1回　第1期生入学式。
  - 9月 - プール竣工。
  - 10月 - 校庭遊具設定完了。
  - 11月 - 第1回開校記念日。
- 1992年（平成4年）
  - 3月 - 第1回卒業式。
- 1993年（平成5年）
  - 12月 - 校門庭園整備工事完了。
- 1994年（平成6年）
  - 10月 - 時計塔下花壇整備完了。
- 1996年（平成8年）
  - 2月 - 「児童会のうた」披露式。
  - 3月 - 屋外トイレ・ゴミ置き場設置、北校舎東側・南校舎西側増築工事竣工。
  - 12月 - 水飲み場蛇口増設。
- 1997年（平成9年）
  - 3月 - 第1期生卒業式、第1期生卒業生より屋外用時計贈呈　南校舎図書室外壁に設置、児童会旗制定。
- 1998年（平成10年）
  - 4月 - 特殊学級(特別支援学級)「ひまわり学級」開設。
- 2000年（平成12年）
  - 3月 - 太陽光発電装置設置。
- 2001年（平成13年）
  - 8月 - 防犯ベル設置、校地北側フェンス設置。
  - 11月 - 開校10周年記念式典。
- 2002年（平成14年）
  - 7月〜8月 - 「学校の森」造成工事。
  - 11月 - 「学校の森」完成。
- 2011年（平成23年）
  - 11月 - 開校20周年記念式典。

## 卒業後の進路
- 南吉成中学校へ進学する[2]。

## いじめ防止
南吉交流タイムや、南吉合言葉など、児童主体の活動を行なっている。